# 민강복
민강복(閔康福 , 1989년 8월 21일 ~ )은 대한민국의 기업인 미식축구선수이다.